# Steenbergen
Pour les articles homonymes, voir Steenbergen (homonymie).
Steenbergen est une commune et une ville des Pays-Bas de la province du Brabant-Septentrional.

## Histoire

### Origine et développement
La première mention écrite de Steenbergen date probablement de 1267, bien qu'il ne soit pas certain que le lieu concerné par cet acte soit bien Steenbergen. Un acte, appelé l' Oude Keur, qui fait sans doute référence à ce lieu a été accordé par Arnoud van Leuven en 1272, et il est raisonnable de supposer qu'une résidence y était déjà établie depuis plusieurs années.[4] Au cours du XIIIe siècle, les ducs de Brabant accordent la liberté à nombre de leurs serfs sous certaines conditions. Jusqu'à cette époque, il y avait peu de villes et de villages dans le nord du duché de Brabant, car il n'y avait pas d'hommes libres autorisés à former une communauté. Après le milieu du XIIIe siècle, les émancipations massives ont créé une bourgeoisie qui a eu la possibilité de s'installer et de créer des entreprises.[5]
Dans la période 1292-1337, divers autres désignations ont été décernés à la communauté de Steenbergen, qui peut être considérée comme la structure juridique et administrative d'une ville. L'endroit situé stratégiquement, est également devenu un port de transit entre la Flandre et la Hollande. Mais Steenbergen doit son essor économique aux XIIIe et XIVe siècles à l'extraction de la tourbe et du sel, ainsi qu'à l'agriculture et à la pêche.
Initialement, la région était en grande partie recouverte de tourbe. En creusant des canaux, la tourbe pouvait être drainée puis excavée. Initialement une plante endémique elle s'est transformée en tourbe, un combustible important pour les siècles précédents. L'extraction de la tourbe de Steenbergen est restée une activité principale jusqu'au XIXe siècle.
Le précieux sel, qui servait entre autres à conserver les aliments, était extrait dans cette région côtière de la tourbe régulièrement inondée par la mer, le moernering (nl). L'eau douce souterraine contenue dans la tourbe est expulsée par l'eau salée en raison de sa plus grande densité. La tourbe saline drainée était appelée darink ou derrie. Le sel était extrait en creusant le «darink» de polders endigués en permanence ou de polders temporaires spécialement élaborés entourés d'une digue couverte de lande. Une troisième option consistait simplement à ramasser une quantité de tourbe séchée et à la collecter temporairement sur un monticule appelé « opdracht ». Ces activités s'appelaient le minage de darink. Le darink était ensuite séchée et brûlée (« zelbarnen »), produisant des cendres salées, appelées « zel » ou « zelle ». La phase suivante était le « semis de sel » : le zel était mélangé à de l'eau salée puis bouilli. Par la suite, la substance a été éliminée de l'humidité et des impuretés par évaporation, cristallisation et séchage, de sorte qu'il restait finalement du sel utilisable et commercialisable. La production de ce « zelsel » demandait beaucoup de travail et était donc coûteuse.
Peu à peu, les terres côtières soumises à la marée au nord et à l'ouest de la colonie ont été cultivées. Au départ, les moutons paissaient principalement sur les marais salants, où des stellen (nl) (au singulier stelle) et des hollestellen (nl) (au singulier hollestelle) pouvaient être érigées pour protéger les bergers et leurs troupeaux contre les marées (ou les crues). Ces structures autour de Steenbergen sont déjà mentionnés dans une charte de l'année 1356.[6]
Steenbergen a continué de croître alors que le commerce se concentrait à Anvers. En 1437, la ville comptait 360 maisons avec environ 1 800 habitants.[7] Ensuite la situation économique s'est détériorée en raison de la disparition de la production de sel. Au cours du XVe siècle, l'importation de sel produit à bas prix de Bourgneuf-en-Retz sur le golfe de Gascogne, le fameux « sel de baie », a commencé aux Pays-Bas. Après 1450, le commerce du sel hollandais s'est complètement effondré, Steenbergen n'a pas fait exception.

### Noblesse et fortifications
Le 22 juin 1287, le duc de Brabant, Jean Ier, publia un acte dans lequel il expliqua ce qui se passerait si Arnoud van Leuven, seigneur de Breda, mourait sans enfant, ce qu'il fit quelques semaines après l'émission de l'acte [8].
Selon l'acte, l'ancienne Terre de Breda serait divisée entre la nouvelle Terre de Breda et la nouvelle seigneurie de Bergen op Zoom, et ce partage équitable devait être réalisée sous la direction du shérif d'Anvers. Après trois ans de délibération, le premier partage fut effectué le 6 novembre 1290. La seigneurie de Steenbergen est alors apparue et qui restait en possession commune des deux seigneurs.[8]
Cependant, l'emplacement stratégique et l'importance économique de Steenbergen, ainsi que certaines incertitudes inscrites dans le texte de la charte, ont conduit à une série de conflits entre le seigneur de Bergen op Zoom et celui de Breda. En 1356, 1360, 1382 et 1415, les querelles prirent de l'ampleur, en particulier en 1382, où le duc Venceslas Ier fut obligé d'intervenir pour calmer la situation.[9]
Au cours de ces siècles, l'administration de la seigneurie de la ville se trouvait sous l'égide de familles nobles acceptées par les deux partis, telle la maison Van Bruheze (nl). Le pouvoir quotidien, en revanche, était tenu entre les mains du shérif (le représentant du seigneur) et des échevins ; au milieu du XVe siècle, le borgemeester (nl) a été ajouté. Au cours du XVIe siècle, cette dernière fonction a changé et un système avec deux maires a été mis en place: le binnenborgemeester ou (bourgmestre intérieur), gestionnaire des dépenses et des recettes de la ville, et le buitenborgemeester (ou bourgmestre extérieur), qui avait un rôle similaire mais pour les Ommelanden. [10]
La division définitive prévue par l'acte du 22 juin 1287 ne fut véritablement résolue que lorsque le seigneur de Breda, Jean IV de Nassau-Dillenbourg, et le seigneur de Bergen op Zoom, Jean II de Glymes (nl), signèrent un nouvel acte de division le 28 avril 1458. La seigneurie de Steenbergen appartient alors à la maison de Nassau jusqu'à l'abolition des droits féodaux en 1795.[11]
Bien que la ville ait été entourée d'une enceinte depuis un certain temps, Steenbergen n'a acquis une réelle importance stratégique que pendant la guerre de Quatre-Vingts Ans, car elle dominait la route de campagne entre la Zélande et les îles hollandaises. Ainsi, la ville a été assiégée, conquise et reprise à plusieurs reprises. Entre 1572, lorsque les Gueux de la mer pillèrent Steenbergen, et 1622, la ville fut prise neuf fois par les troupes espagnoles et hollandaises en alternance. La ville et ses habitants en ont beaucoup souffert.
En 1572, la ville fut saccagée par les Gueux de la mer et jusqu'en 1631, Steenbergen fut le théâtre de nombreuses batailles effrénées, souvent aux conséquences désastreuses pour la population. Au début du XVIIe siècle, la ville est presque entièrement détruite. Ces conquêtes par les belligérants ont été suivies par la reprise des églises par les protestants dans la période 1580-1590.
Son rôle de ville de garnison a fourni à Steenbergen une loge maçonnique appelée "Vereeniging" (affiliée à la Grande Loge d'Ecosse) en 1774, qui provenait d'une loge ambulatoire composée de membres de la Brigade écossaise, qui était régulièrement stationnée à Breda, Bergen op Zoom et Steenbergen. La loge est en sommeil depuis 1809.[12] L'ère française a apporté la liberté de religion, mais il a fallu encore au moins cinquante ans avant que les catholiques ne rattrapent leur retard. L'agriculture est devenue le principal moyen de subsistance. L'enceinte a été démolie en 1827, après quoi Steenbergen a pu prendre de l'essor et s'étendre.[13]
Après la reconquête par le prince Maurice en 1623, des réparations sont effectuées sur les fortifications de 1627 à 1629. Depuis lors, la ville n'a jamais plus été capturée. Même lorsque les Français attaquèrent la région pendant la guerre de Succession d'Autriche en 1747 et prirent Bergen op Zoom, Steenbergen résista. Il n'y a pas eu de combats pendant les guerres de la Révolution française et napoléoniennes. La dernière inondation de la ligne de défense eut lieu en 1809, lors de l'invasion des troupes anglaises en Zélande. En 1827, les fortifications ont été supprimées; cependant, Steenbergen est restée une ville de garnison pendant encore un certain temps.[13] Les vestiges de celles-ci, ainsi que le Fort Henricus (nl) (en cours de restauration) sont encore visibles.

### Industrialisation et guerre mondiale
La culture de la garance a prospéré au XIXe siècle. Il y avait sept fours où l'on produisait la teinture rouge pour l'industrie du tissu. Cependant, en raison de nouveaux développements (teintures synthétiques), ce marché s'est effondré et les agriculteurs se sont tournés vers la culture de la betterave sucrière et, en 1871, une sucrerie a été établie sur les remparts nord-ouest.[14]
En raison de l'augmentation constante de la population vers 1890, la ville s'agrandit. Pendant la Première Guerre mondiale, la région frontalière néerlandaise a été envahie par des réfugiés belges. En octobre 1914, Steenbergen accueille 4 000 réfugiés, dont une grande partie rentre en Belgique dans les six mois.[15]
L'expansion du centre-ville a d'abord eu lieu le long des voies d'accès à la ville sous la forme d'un village-rue. En 1941, cependant, le premier grand plan d'expansion a été adopté, qui était principalement limité à la zone située à l'intérieur de l'ancienne enceinte et des douves. La mise en œuvre de ce plan, après la fin de la Seconde Guerre mondiale, s'est faite à partir de 1948-1956.
Steenbergen a été le théâtre de violents combats pendant la Seconde Guerre mondiale, impliquant principalement des unités canadiennes. La ville est plus célèbre, cependant, comme le dernier lieu de repos de Guy Gibson, le légendaire pilote britannique qui a dirigé l'opération Chastise en 1943, l'attaque contre un certain nombre de barrages allemands.
Gibson s'est écrasé le 19 septembre 1944, quelques semaines avant la libération de Steenbergen, avec son navigateur Jim Warwick après un défaut technique dans son De Havilland Mosquito sur l'actuelle zone industrielle Reinierpolder I. Tous deux ont été tués sur le coup et ont été enterrés dans le cimetière catholique de Steenbergen, où les tombes peuvent être visitées librement. Plusieurs monuments commémoratifs ont été placés à Steenbergen. Par exemple, le site du crash est marqué par une mosaïque du drapeau britannique, située à l'intersection des rues Warwick et Gibson, et l'une des hélices de son avion est visible dans le parc de la ville.
Lors du jour du Souvenir à Steenbergen, les gens marchent au son du tambour du marché au monument situé devant l'Witte Kerk (Steenbergen) (nl). Les deux minutes de silence et le salut des anciens combattants ont lieu au monument aux morts. La procession se dirige ensuite vers les tombes de Gibson et Warwick. Les anciens combattants britanniques étaient présents jusqu'en 2010, mais à cette date, ils ont indiqué qu'ils ne participeraient plus activement à la commémoration en raison de leur état de santé et de leur âge avancé.

### Histoire récente
Des plans d'expansion d'après-guerre prévoyaient des logements au nord de Molenweg, Steenbergen-Zuid et plus récemment au nord-est de Steenbergen et actuellement avec le Waterwijk, l'un des plus grands projets d'expansion depuis la fermeture de la forteresse.[16]
Du début de 1983 au milieu des années 1990, il y avait divers projets de construction d'un aéroport dans les polders situés entre Steenbergen et le village voisin de Dinteloord. Dans ces plans, élaborés par l'Université Érasme de Rotterdam, ce nouvel aéroport du Brabant occidental aurait dû remplacer ou largement soulager les aéroports de Rotterdam et d'Anvers.[17] Cependant, les plans n'ont jamais quitté l'état de projet et l'infrastructure le plus récent est la connexion à l'autoroute A4.

## Localités
- Steenbergen (population : 12 440)
- Dinteloord (5 680)
- Nieuw-Vossemeer (2 400)
- Kruisland (2 340)
- De Heen (580)

## Personnalités liées à la commune
- Johannes Slootmans, homme politique néerlandais
- Pierre Van Hooijdonk, footballeur néerlandais